# Mary River (flygplats)
Mary River är en flygplats i Kanada.   Den ligger i territoriet Nunavut, i den nordöstra delen av landet, 2 900 km norr om huvudstaden Ottawa. Mary River ligger 177 meter över havet.
Terrängen runt Mary River är kuperad norrut, men söderut är den platt. Trakten runt Mary River är nära nog obefolkad, med mindre än två invånare per kvadratkilometer.. Det finns inga samhällen i närheten.
Trakten runt Mary River består i huvudsak av gräsmarker.